# Splényi Ignác
Báró miháldi Splényi Ignác (1772 – Miskolc, 1840. március 20.) magyar királyi nemesi testőrség kapitánya.

## Élete
Régi jeles család sarja, mely főleg a katonai pályán szerepelt. Eredetét Tirolban keresik. Már a 16. században Magyarországban találjuk a reformáció első papjai közt. Ismert törzse Jakab.
Tizenhét éves korában atyja oldalán mint főhadnagy harcolt a török háborúban, Kalafátnál megsebesült. Kapitány lett a 2. huszár ezredben. 1793-ban a francia háborúban aratott babért s a következő évben Belgiumban harcolt, és egy alkalommal III. György brit király különösen megdicsérte. 1797-ben Stiriában nevezetes számú gyalogságot mentett meg a körülvevő ellenségtől. 1799-ben az olasz hadjáratban, 1800-ban Marengónál harcolt. 1801-ben mint alezredes, majd mint ezredes a szabolcsi fölkelő nemes sereg élére állították. 1808-ban tábornok lett, 1809-ben az olasz hadjáratban tüntette ki magát. 1813-ban már mint altábornagy vezényelt a hanaui csatában. Franciaország megszállásakor a brienne-i csatában osztályával a balszárnyat támadta és nyomta meg, miért I. Sándor orosz cártól Sz. Anna rendjét nyerte, és a bajor királytól is rendjellel díszíttetett. A háború végével Pesten nyert állomást. 1825-ben a 2. huszár ezred tulajdonosává, 1830-ban valóságos belső titkos tanácsossá, 1831-ben lovassági tábornokká és Ferdinánd főherceg mint a magyarországi seregek főparancsnoka mellé oldalas segéddé neveztetett. 1833-ban Esterházy Miklós herceg halála után korábbi szóbeli ígérete folytán I. Ferenc király harmadnapra a magyar nemes testőr sereg főkapitányává nevezte ki, mely állomásában mint az ország zászlósa valamennyi törvényhatóságtól üdvözöltetett. 1838-ban ülte katonai pályájának félszázados ünnepét.

## Családja
Felesége nagyszigethi Szily Máriától, ki 1830-ban csillag keresztes, 1834-ben udvari palotahölgy lett, és 1858. január 2-án, 77 évesen Pátyon halt meg.
Splényi Ignác huszár ezredes és felesége, a biai földbirtokos lánya, Szily Mária 1820-ban vettek birtokot Pátyon, és 1825 karácsonyára kastélyt építettek. A birtokot a feleség igazgatta, a férj szenvedélyes kertész volt, Bécsből hozatott kertészt, aki a kastély előtti díszudvart és a mögötti kertet megtervezte. A család a szabadságharcban betöltött szerepe miatt kegyvesztetté vált, el kellett adniuk a birtokot.
Gyermekei:
- Mária szül. 1810-ben. – 1838-ban Beauffré gróf Guyon Richard magyar tábornok neje. (Házasságkötésük 1838 november 22-én történt, melynek emlékét Pátyon a katolikus templom falán emléktábla őrzi.)
- Amália 1833. óta gróf Beckers Alfonz felesége.
- Sarolta (v. Karolina) 1853-tól Fáy Alajosné.
- Augusta, mh.
- Jozefina mh.
- Lajos szül. 1817. szeptember 25-én. 1848-ban már kapitány. A magyar forradalomban tevékeny részt vett és mint országos ügynök Károly Albert szárd–piemonti királynál működött. A novarai csata után Svájcba menekült, utóbb Franciaországban és Angliában tartózkodott; végül Szíriába Damaszkuszba ment és sógorával Guyonnal török szolgálatba állt. Azonban a keleti éghajlat és sanyarú viszonyai lelkét megtörték és elméjében megháborodva, sok viszontagság után 1860. január 13-án Konstantinápolyban meghalt. Eltemettetett Pérában, hol ottani magyar társai által emelt szerény emlék jelöli sírját.
- Béla szül. 1819. február 5-én. Nejétől Coulon Ernesztinától (született 1839. december 10.) gyermekei: 1. Pál szül. 1858. március 4. – 2. Gabriella szül. 1859. március 13. – 3. Ernő szül. 1861. január 30. – 4. Sándor szül. 1863. szeptember 7-én.
- Gejza szül. 1830. június 14-én. Meghalt mint főhadnagy 1840. július. 4-én.[forrás?]

Splényi Ignác huszár ezredes és felesége, a biai földbirtokos lánya, Szily Mária 1820-ban vettek birtokot Pátyon, és 1825 karácsonyára kastélyt építettek. A birtokot a feleség igazgatta, a férj szenvedélyes kertész volt, Bécsből hozatott kertészt, aki a kastély előtti díszudvart és a mögötti kertet megtervezte. Splényi Ignác 1840-ben meghalt, a család a szabadságharcban betöltött szerepe miatt kegyvesztetté vált, el kellett adniuk a birtokot.